# هنر برخالی

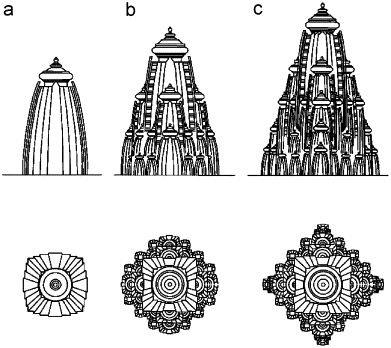
پرستشگاه‌های هندو که ویژگی خود متشابه بودن را دارد وقتی اجزا با کل مقایسه می‌شوند.

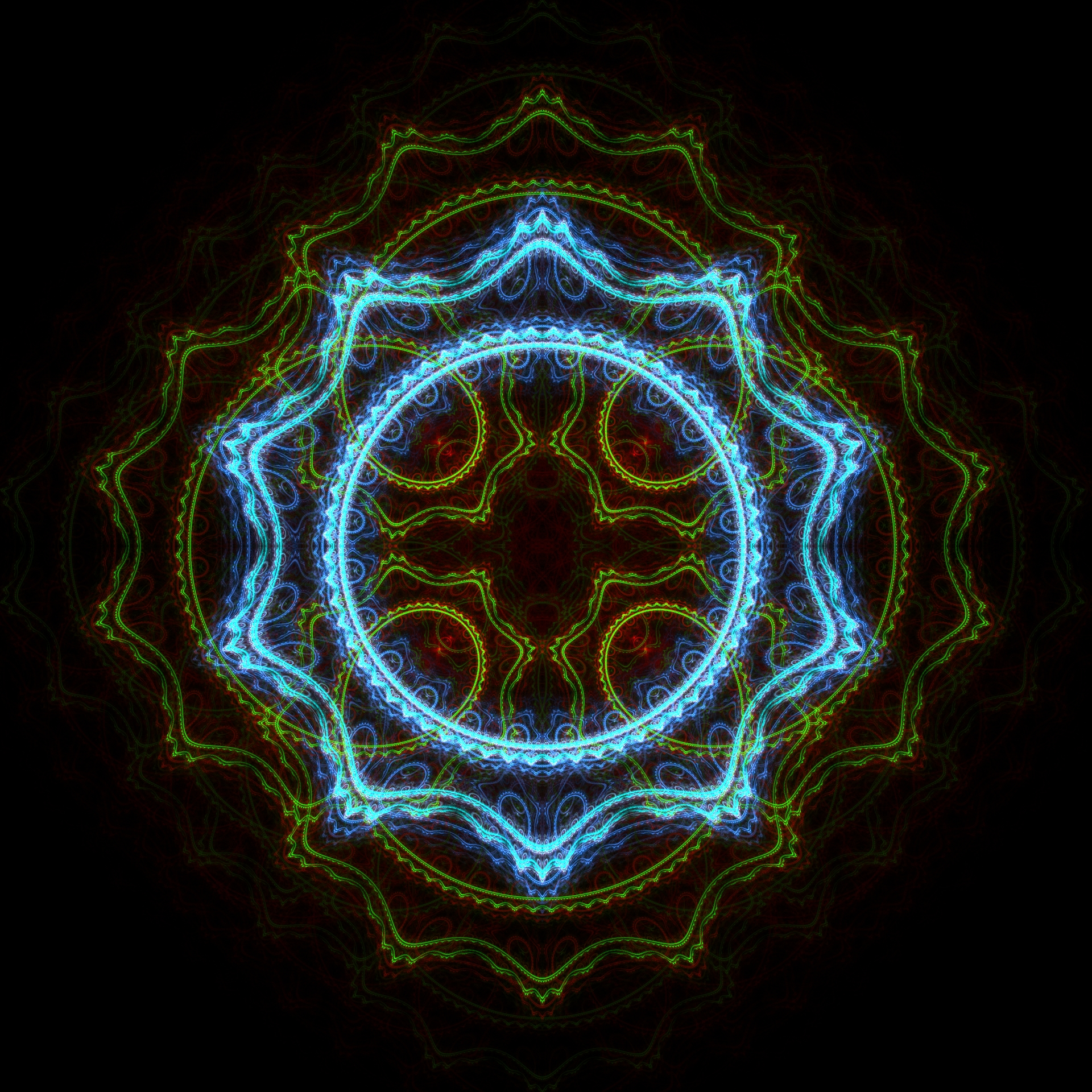
یک برخال ساخته شده با نرم‌افزار Apophysis

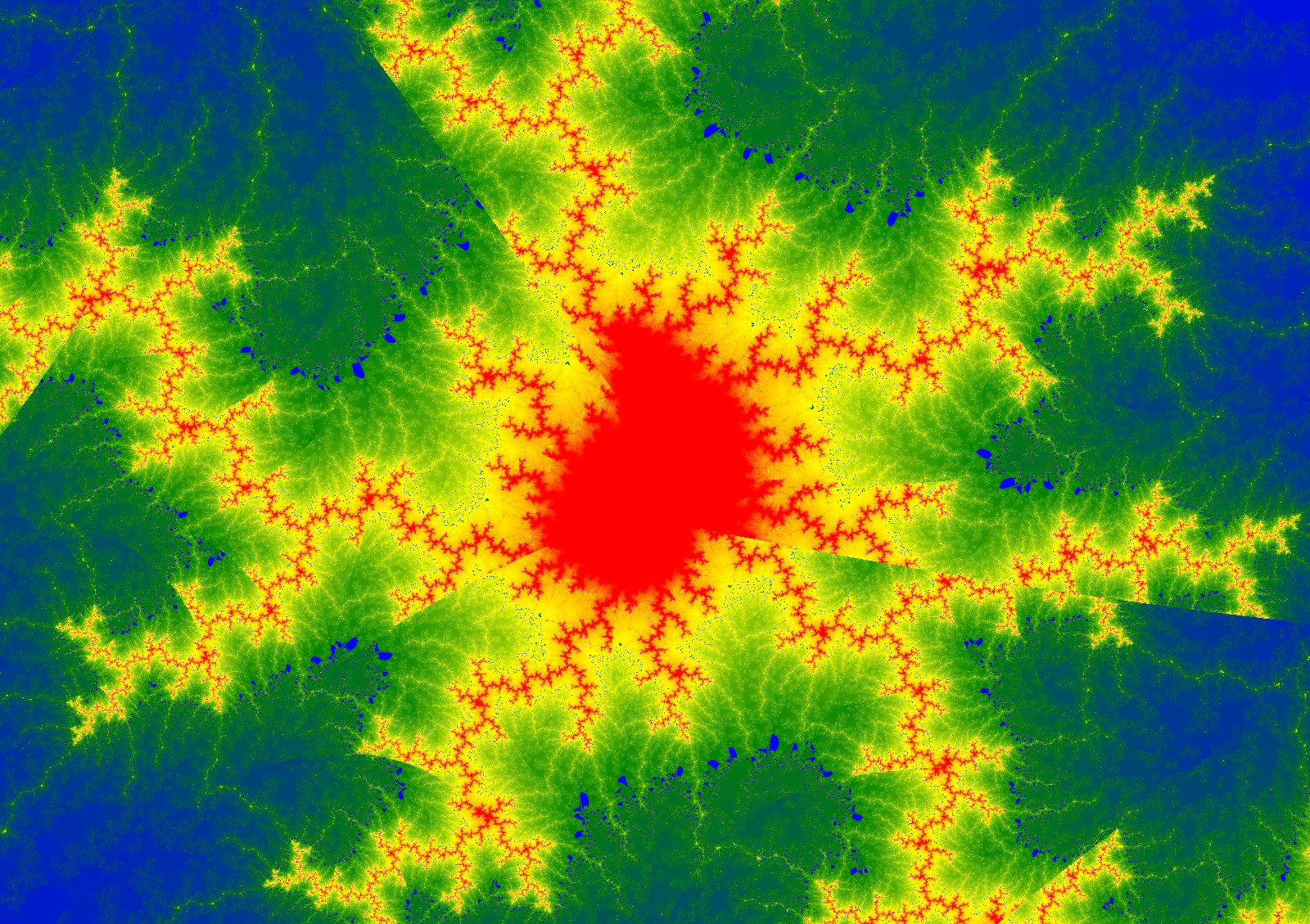
تصویر از فراکتال مولتی بروت

هنر بَرخالی‎ یا هنر فراکتال گونه‌ای از هنر الگوریتمی است که با ساختن برخال‌ها انجام می‌گیرد. ساختن برخال‌ها شامل پویانمایی و تصاویر برخالی می‌شود. هنر برخالی از اواسط دهه هشتاد میلادی گسترش یافت.

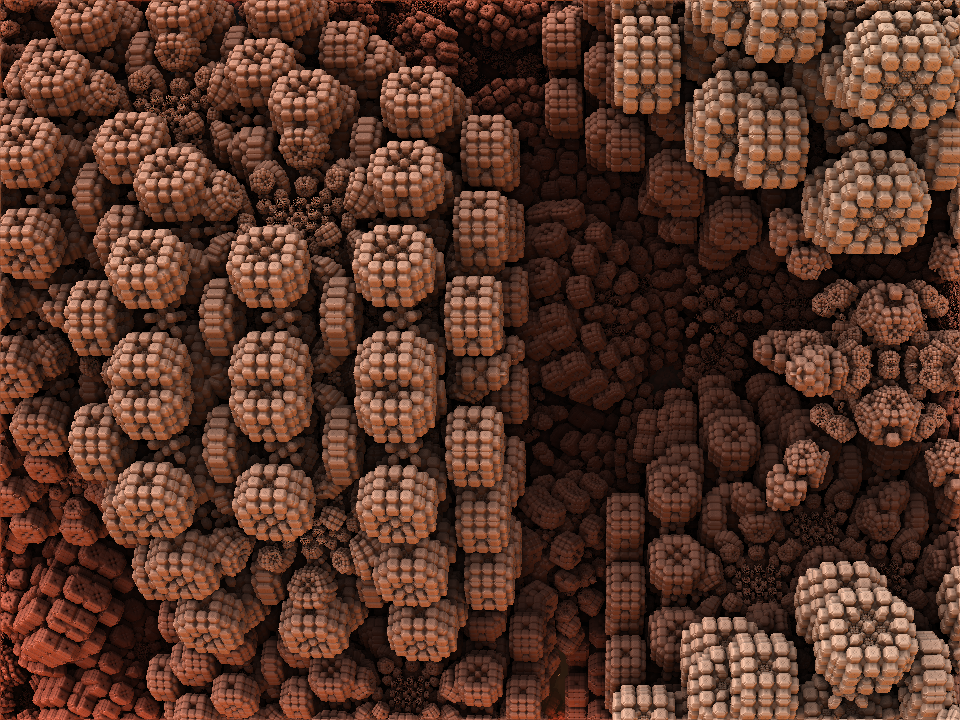
ساخته شده به کمک نرم‌افزار Mandelbulb3D.

## انواع

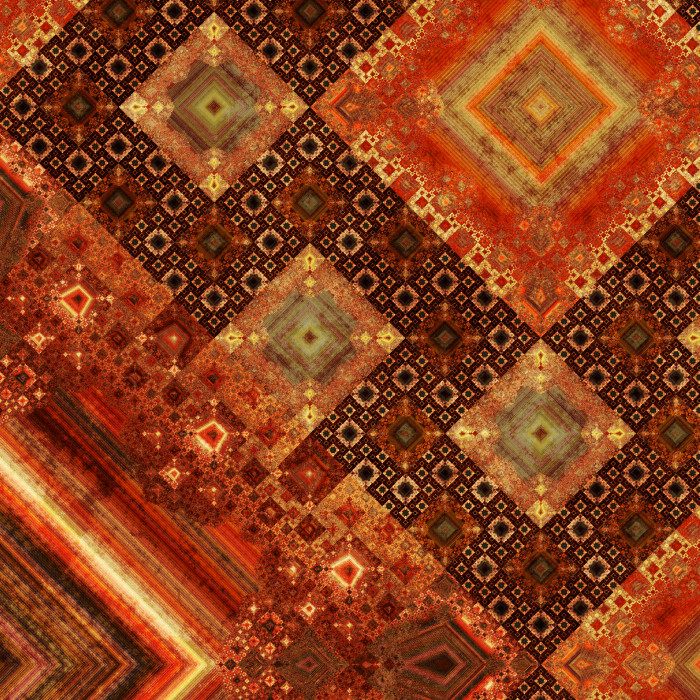
نمونه‌ای از برخال کلمه فیبوناچی

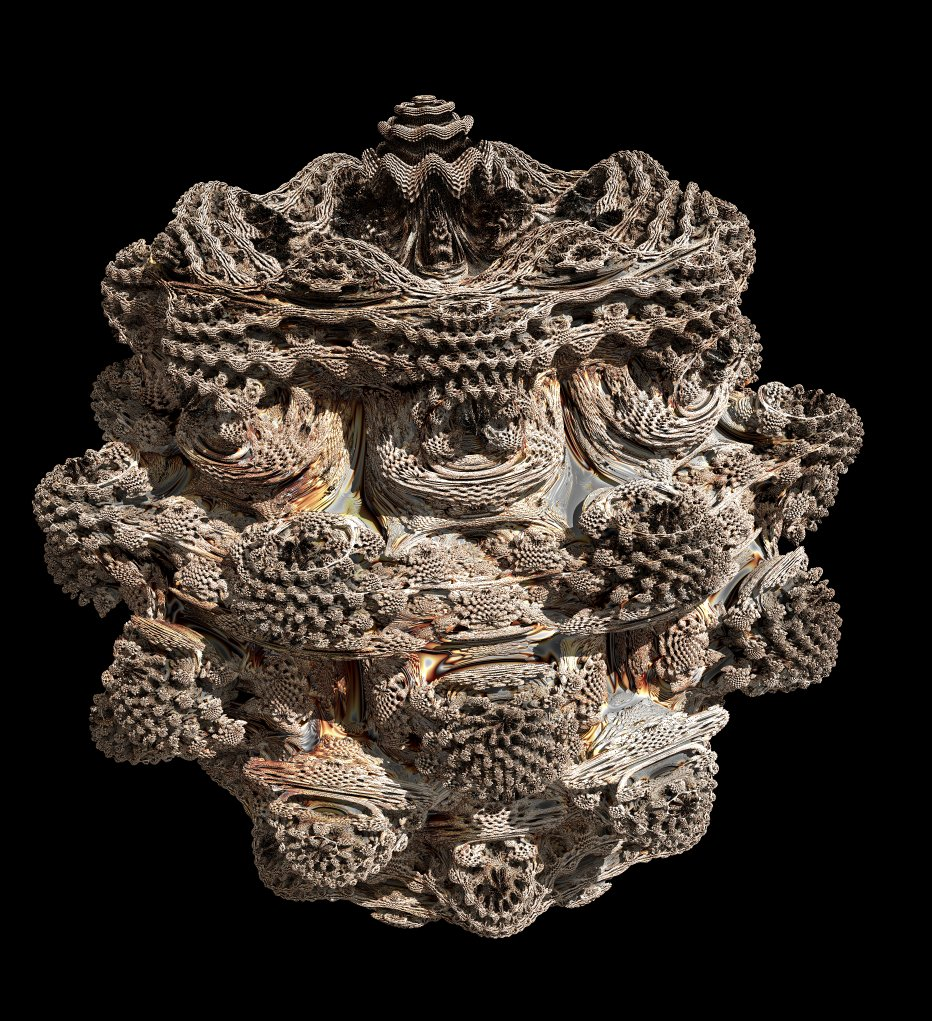
نمونه ای از فراکتال سه بعدی حباب مندل

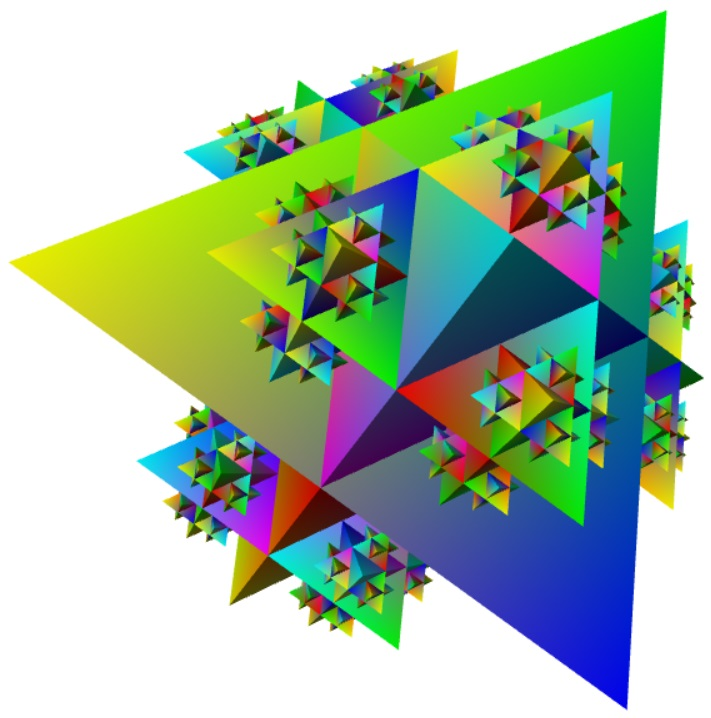
فانتزی سه بعدی فراکتالی ساخته شده با استفاده از LAI4D

انواع مختلفی از اشکال برخالی وجود دارد که می‌توان آنها را به چند گروه تقسیم کرد:
- برخال‌های حاصل از هندسه استاندارد با استفاده از تکرار تبدیلات بر روی یک شکل اولیه به دست می‌آید که آن شکل معمولاً پاره خط یا مثلث یا مکعب و … است. (پاره خط مثل غبار کانتور یا برف دانه کخ، مثلث مثل مثلث سرپینسکی، مکعب مثل اسفنج منگر) اولین اشکال برخالی در اواخر قرن نوزدهم و اوایل سده بیستم ابداع شدند به این گروه تعلق دارند.
- IFS (سیستم‌های توابع تکرار شده)
- جاذب‌های جالب و عجیب
- شعله برخالی
- برخال‌های نگارال
- فراکتاهای ایجاد شده با تکرار چند جمله ای‌های پیچیده:معروف‌ترین نوع فراکتال.
- برخال‌های نیوتن، که شامل فرکتال‌های نوا می‌شود.
- برخال‌های چهارگان[۴]
- Fractal terrains تولید شده با فرایندهای فراکتالی تصادفی[۵]
- حباب مندل که نوعی برخال سه‌بعدی است.

## چشم‌اندازهای طبیعی

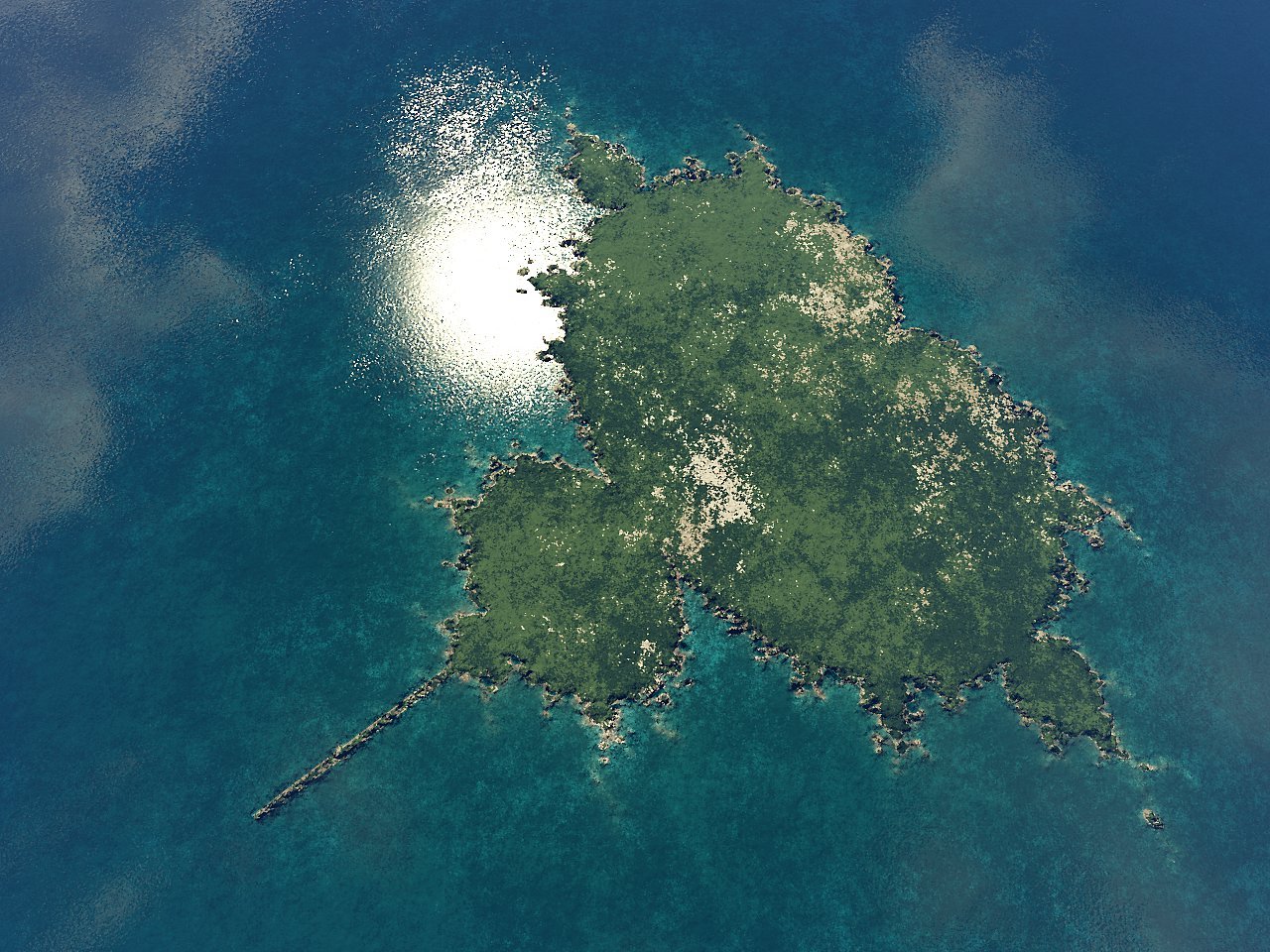
منظره سه‌بعدی ایجادشده با نرم‌افزار Terragen و نمونه‌ای از مجموعهٔ مندلبرو
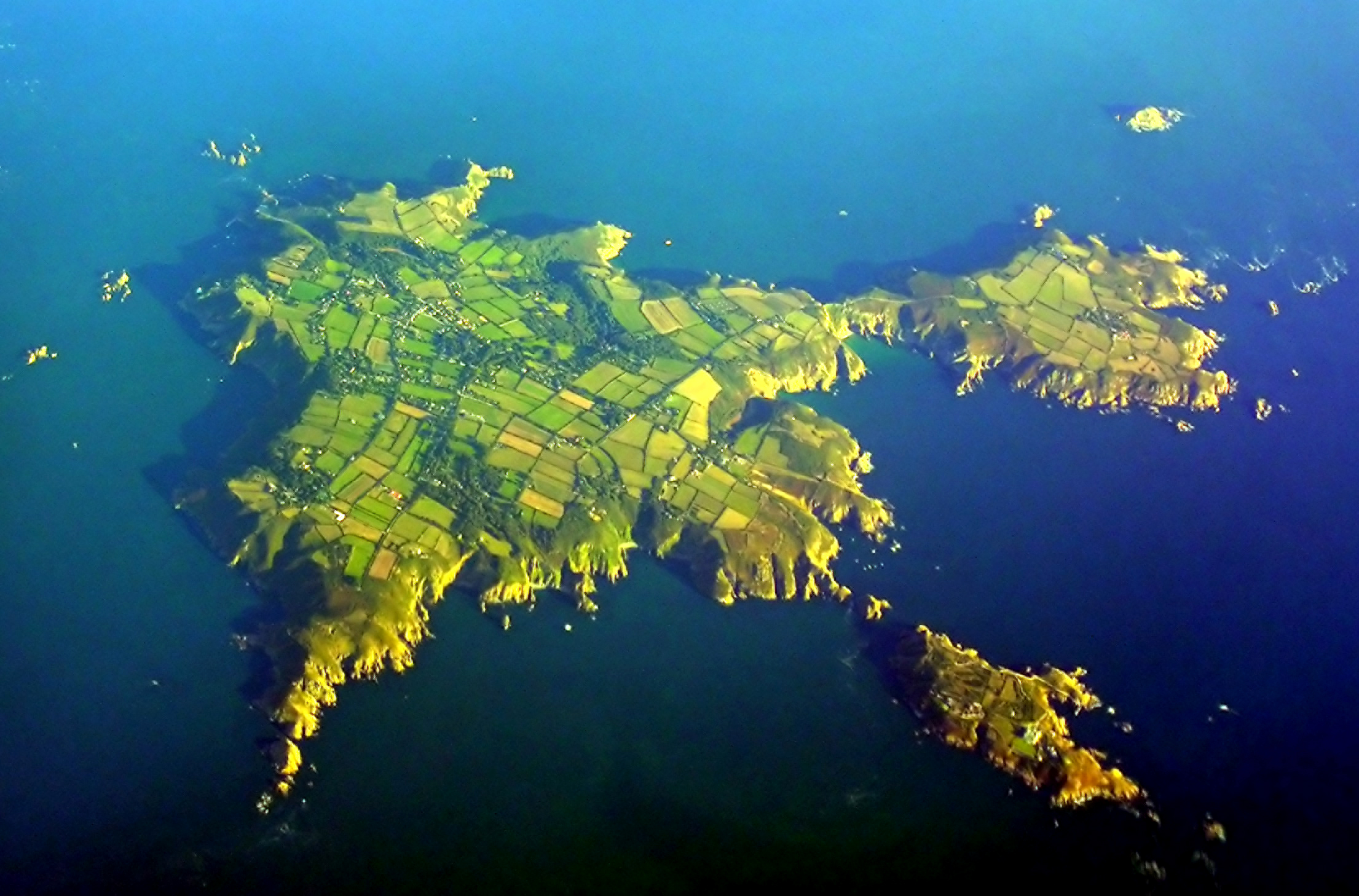
مقایسه شود با جزیرهٔ واقعی سارک